# Tariq Spezie
Tariq Spezie Sevilla (Sharja, 21 giugno 1980) è un ex calciatore spagnolo, di ruolo attaccante.

## Biografia
Tariq è nato a Sharja, negli Emirati Arabi Uniti, da padre italiano e madre spagnola, il nome gli fu dato dal padre, che lavorava nel paese, in onore di Tariq ibn Ziyad. Quando la situazione politica nella regione peggiorò, portando allo scoppio della guerra Iran-Iraq, si trasferì in Italia con la famiglia all'età di un anno e successivamente in Spagna.

## Carriera
Ha giocato nella seconda divisione spagnola.